# Périphérique de Valence (Drôme)
 (avril 2020).
Si vous disposez d'ouvrages ou d'articles de référence ou si vous connaissez des sites web de qualité traitant du thème abordé ici, merci de compléter l'article en donnant les références utiles à sa vérifiabilité et en les liant à la section « Notes et références ».
Ne doit pas être confondu avec Contournement de Valence.
Le périphérique de Valence est un ensemble de routes, d'autoroute et de voie rapide permettant de contourner la ville de Valence, dans le département de la Drôme, en région Auvergne-Rhône-Alpes.
Il est constitué de la route nationale 7 (reliée à l'autoroute A7 au nord-ouest et sud-ouest) et de la route nationale 532 (reliée à l'autoroute A49 au nord-est). Il est situé sur les axes européens E15 (A7) et E713 (RN 532). Sous forme de voies rapides en 2×2 voies, la vitesse maximale est de 110 km/h.

## Description
Formant une demi-boucle, le périphérique de Valence fait une longueur totale de 28,5 km et relie la commune de Bourg-lès-Valence au nord (à hauteur du péage de Valence-Nord) au quartier valentinois de Hugo-Provence au sud (à hauteur du péage de Valence-Sud) par la RN 7, contournant ainsi la majeure partie de la ville et assurant une desserte de l'Est valentinois. Il permet également de rejoindre aisément la gare de Valence TGV et l'Écoparc Rovaltain via la RN 532 (à 10 km au nord du centre-ville), et l'aéroport de Valence-Chabeuil via la RN 7 (à 7 km à l'est du centre-ville).
Le périphérique dessert une grande partie de la première couronne de l'agglomération valentinoise (Bourg-lès-Valence, Saint-Marcel-lès-Valence et Alixan au nord ; Montélier, Chabeuil, Malissard et Beaumont-lès-Valence à l'est ; Portes-lès-Valence et Montéléger au sud ; Soyons et Guilherand-Granges à l'ouest via le pont des Lônes) ainsi que les quartiers périurbains de la ville de Valence.
Il présente des caractéristiques autoroutières sauf en deux points singuliers. Le passage de l'autoroute A7 en plein centre-ville de Valence est l'héritage des années 1960 quand la ville tournait le dos à son fleuve. Elle est même doublée par une voirie urbaine, la D 2007N. Des projets visant à former une boucle complète en reliant l'actuel périphérique à un contournement de l'ouest valentinois sur la rive droite du Rhône sont à l'étude. La rocade Est est de conception plus récente et elle assure la continuité de la RN 7, ce qui offre une alternative gratuite à l'A7. Cette section assure également le prolongement de l'autoroute A49 (via la RN 532) au droit de Valence. 
Un projet de dédoublement par les autoroutes A7 et A49 a été envisagé pour soulager le périphérique de son trafic de transit mais a été abandonné alors même que cet axe était concédé à la société des Autoroutes du Sud de la France (ASF) et que des acquisitions avaient été effectuées.
En projet depuis plusieurs années, la rocade ouest s'esquisse progressivement et elle concerne directement le département de l'Ardèche. Elle se matérialise par le pont des Lônes sur le Rhône (D 96 et D 534), dans le sud-ouest de la ville, qui vient soulager le pont Frédéric-Mistral situé en centre-ville. Cette rocade est amenée à se développer car elle se trouve en tronc commun avec la D 86, l'axe principal de la rive droite du Rhône. Depuis l'achèvement du pont des Lônes en 2004 et les aménagements routiers qui en découle depuis sa mise en service, la déviation des communes de Guilherand-Granges, Saint-Péray et Cornas est programmée, ce qui garantit sa réalisation à l'horizon 2025. Il restera alors à construire un troisième pont sur le Rhône dans le nord de l'agglomération (à hauteur de Bourg-lès-Valence) pour achever le périphérique valentinois qui formera alors une boucle complète. Ce projet de contournement de l'ouest de l'agglomération n'en est qu'au stade des études préliminaires et il semble qu'un passage sur l'actuel barrage de la Compagnie nationale du Rhône (CNR) soit retenu afin d'en limiter le coût.

## Sorties

### Périphérique
N 7 Valence-Victor-Hugo > Bourg-lès-Valence (16 km)

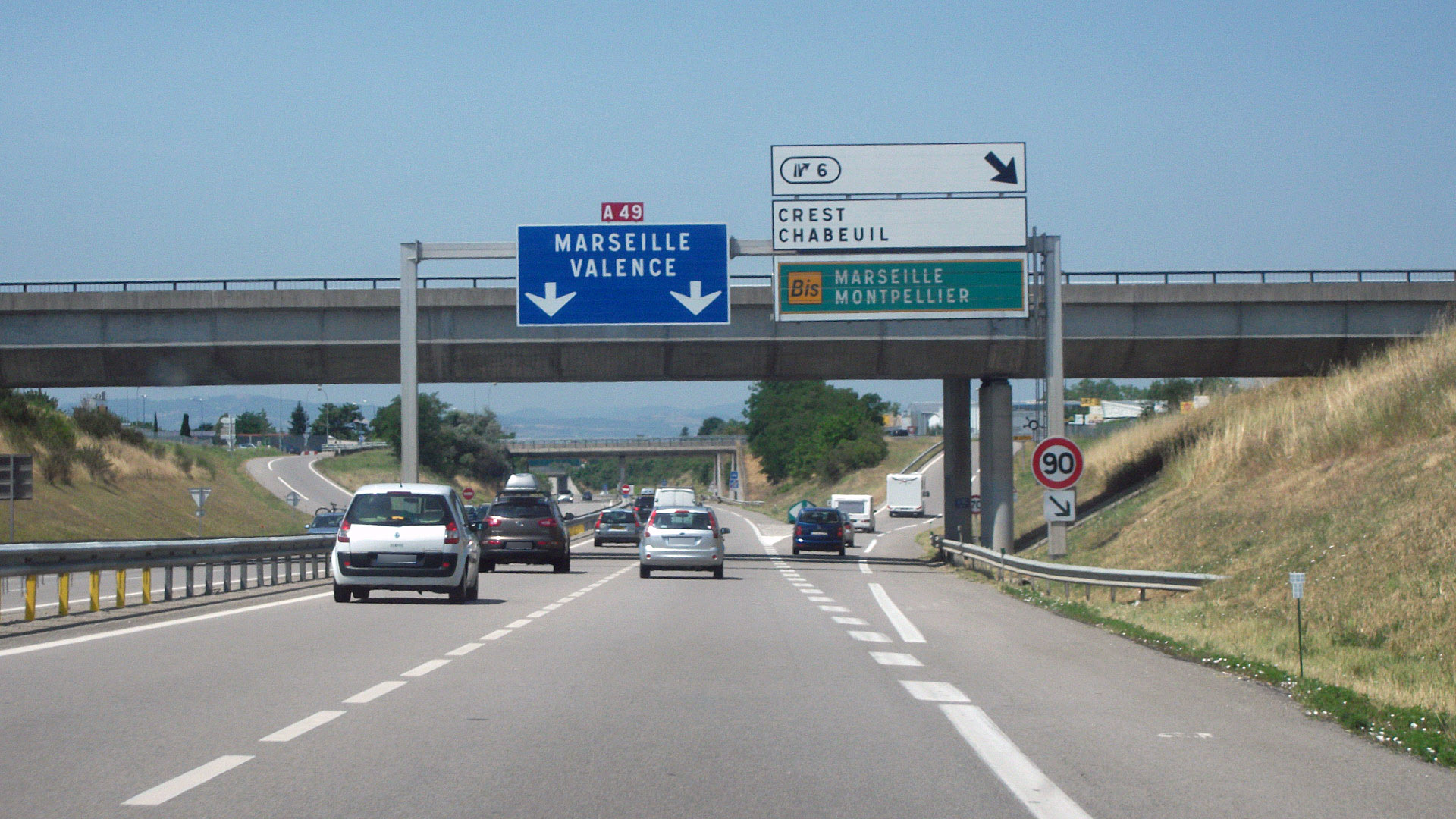
Entrée sur le périphérique valentinois, en direction de Valence, à la sortie de l'A49.

- Échangeur entre N 7 et A7 : Lyon, Privas, Montélimar, Avignon, Marseille
- 15 :  Péage Valence-Sud
- 30 : Valence-Victor-Hugo, Valence-Centre, Portes-lès-Valence, Le Puy-en-Velay
- 31 : Valence-Fontlozier, ZI Les Auréats, Crest, Die, Gap
- 32 : Valence-Lautagne, Montéléger, Centre Hospitalier
- 33 : Malissard, Beaumont-lès-Valence, Université, Technoparcs
- 34 : Valence-Briffaut, Chabeuil
- Échangeur entre N 7 et N 532 ( 35) : Valence-Les Couleures, Valence-Est, Saint-Marcel-lès-Valence, Gare Valence TGV – Rovaltain, Romans-sur-Isère, A49 (suivre Grenoble)
- 36 : Bourg-lès-Valence-Le Plateau
- : Bourg-lès-Valence-Centre, Valence-Centre, Annonay, Pont-de-l'Isère, Tain-l'Hermitage, Lyon, Saint-Étienne
- 14 :  Péage Valence-Nord
- Échangeur entre N 7 et A7 : Lyon, Saint-Étienne, Montélimar, Avignon, Marseille

N 532 Valence-Les Couleures > Bourg-de-Péage (12,5 km)
- Échangeur entre N 7 et N 532 ( 35) :  Valence-Les Couleures
- 2 : Saint-Marcel-lès-Valence-Le Plovier
- Aire de repos  des Fruitiers (sens Valence > Grenoble)
- 3 : Saint-Marcel-lès-Valence-Est
- 4 : Gare Valence TGV – Rovaltain
- 5 : Alixan, Châteauneuf-sur-Isère
  -  Aire de service  des Marlhes (sens Valence > Grenoble) et de Bayenne (sens Grenoble > Valence)
- 6 : Bourg-de-Péage, Romans-sur-Isère, Crest, Chabeuil
- Échangeur entre N 532 et A49 : Grenoble, Chambéry, Genève

### Autoroute A7
- Échangeur entre A7 et RN 7 ( 14 Valence-Nord) : Lyon, Saint-Étienne
- Échangeur entre A7 et RN 7 ( 15 Valence-Sud) : Privas, Montélimar, Avignon, Marseille

### Autoroute A49
- Échangeur entre RN 532 et A49 ( 7 Romans-sur-Isère) : Grenoble, Chambéry, Genève

## Mises en service
- 28 juin 1963 : Section Valence-Nord – Valence-Sud (sorties 14 et 15) (→ A7)
- 1984 : Section Valence-Sud – Valence-Sud-Est (sorties 30 à 32), (première chaussée) ;
- 28 novembre 1990 : Giratoire des Couleures ;
- Novembre 1991 : Section Valence-Est – Saint-Marcel-lès-Valence-Sud (sorties 32 à 35), (première chaussée) ;
- Juin 1997 : Section Valence-Est – Saint-Marcel-lès-Valence-Sud (sorties 32 à 35), (seconde chaussée) ;
- Juin 1997 : Diffuseur de Valence-Les Couleures (sortie 35) ;
- Mai 2001 : Mise en service de Valence TGV (sorties 3 et 4) ;
- Juin 2002 : Section Valence-Sud – Valence-Sud-Est (sorties 30 à 32), (seconde chaussée) ;
- 26 juillet 2002 : Diffuseur du Pont des Anglais (sortie 30) ;
- 5 décembre 2002 : Extension vers Bourg-lès-Valence (sortie 36 + giratoire Bourg-lès-Valence-Nord), (première et seconde chaussée) ;
- 20 décembre 2004 : Mise en service du Pont des Lônes (second pont valentinois sur le Rhône) (→ RD 96).

## Tracé

### Communes traversées

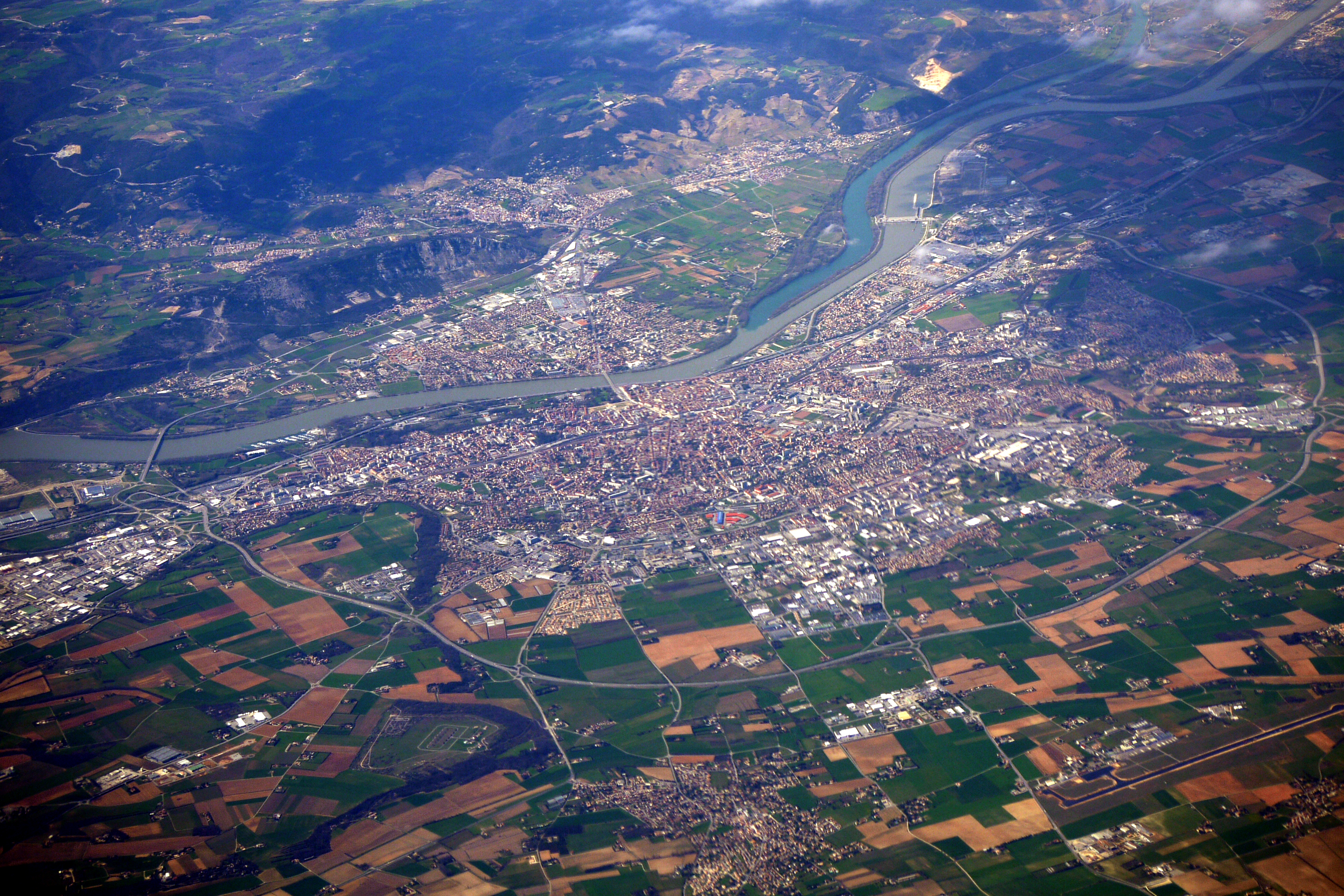
Le périphérique encerclant la ville de Valence, vue du ciel.

D'une longueur totale de 28,5 km, le périphérique de Valence traverse sept communes. Il se trouve en grande partie sur le territoire de la ville de Valence et traverse partiellement les communes de Bourg-lès-Valence, Chabeuil, Malissard, Saint-Marcel-lès-Valence, Alixan et Bourg-de-Péage.
Le périphérique se divise en deux parties : la rocade Nord (appelé Porte de Lyon à hauteur du péage de Valence-Nord) se compose d'une portion de la RN 7 (reliée à l'A7) et de la RN 532 (reliée à l'A49), et la rocade Est et Sud (appelé Porte de Montélimar à hauteur du péage de Valence-Sud) se compose exclusivement de la RN 7. 
Ci-dessous se dresse une liste, du nord au sud, des communes (et quartiers) traversées :

#### Rocade Nord
- A49 N 532 sens Grenoble > Valence
- Bourg-de-Péage
- Alixan (desserte Valence TGV – Rovaltain)
- Saint-Marcel-lès-Valence-Est
- Saint-Marcel-lès-Valence-Le Plovier
- N 532 N 7 Valence-Les Couleures (direction Valence-Centre)

#### Rocade Est/Sud
- A7 N 7 Péage Valence-Nord
- Bourg-lès-Valence-Nord
- Bourg-lès-Valence-Le Plateau
- N 7 N 532 Valence-Les Couleures (direction Valence-Centre)
- Valence-Le-Haut
- Chabeuil (desserte aéroport Valence-Chabeuil)
- Malissard
- Valence-Briffaut
- Valence-Laprat
- Valence-Lautagne (desserte Centre Hospitalier)
- Valence-Fontlozier
- Valence-Hugo-Provence (direction Montélimar, Privas, Gap, Le Puy-en-Velay)
- A7 N 7 Péage Valence-Sud